# Neuenhagen bei Berlin
Neuenhagen bei Berlin är en ort och kommun i Tyskland, belägen i Landkreis Märkisch-Oderland i förbundslandet Brandenburg.  Neuenhagen utgör en villaförort till Berlin och är beläget i östra utkanten av Berlin/Brandenburgs storstadsområde.

## Geografi
Orten ligger på Barnim-platån i Brandenburg, i östra utkanterna av Berlins storstadsbebyggelse, på gränsen till förbundslandet Berlin.  Kommunen delas av Berlins ringmotorväg i en sydvästlig tätbebyggd del med sammanhängande villabebyggelse och en nordostlig del med industriområden och jordbruksmark.

## Historia
Neuenhagen grundades liksom de flesta andra byar i området under Ostsiedlung-perioden i området, omkring år 1230, av tyska bosättare.  Ortens äldsta byggnad är den medeltida stenkyrkan i tidig gotisk stil.  Det första kända omnämnandet av orten i skrift finns i Karl IV:s landbok från 1375, där orten kallas Nyenhove.
Orten var en lantlig by utanför Berlin fram till slutet av 1800-talet och järnvägens ankomst, då området blev en del av Berlins snabbt växande förorter.  1929 slogs orten samman med byn Bollensdorf sydost om Neuenhagen.
Befolkningsutvecklingen var kraftigt stigande fram till andra världskriget, för att sedan stagnera under DDR-epoken.  Sedan återföreningen 1990 har kommunens befolkning åter kraftigt stigit genom nybyggnation i området, från omkring 11 000 år 1990 till omkring 18 832 år 2020.

## Kända Neuenhagenbor
- Hans Fallada (1893-1947), författare, pseudonym för Rudolf Ditzen, bodde och verkade under åren 1930-1932 i Neuenhagen.
- Günther Gereke (1893-1970), konservativ politiker.
- Hanna Solf (1887-1954), politiker och motståndsaktivist under Nazityskland.

## Vänorter
- Grünwald, Landkreis München, Bayern, Tyskland
- Świebodzin, Lubusz vojvodskap, Polen